# Karolina Jodkowska
Karolina Jodkowska (ur. 6 lipca 1987) – polska lekkoatletka, skoczkini wzwyż.

## Kariera
Zawodniczka RKS Skra Warszawa (2004-2010). Brązowa medalistka mistrzostw Polski w 2007 wynikiem 1,77, który jest jej rekordem życiowym. Była trenowana m.in. przez Przemysława Radkiewicza.